# Euxoa diaphora
Euxoa diaphora là một loài bướm đêm trong họ Noctuidae.